# فالغارنيرا كاروبيبي
فالغارنيرا كاروبيبي (بالإيطالية: Valguarnera Caropepe)‏ هي بلدية في مقاطعة إنا في صقلية الإيطالية.

## السكان
في سنة 1861 بلغ عدد السكان 9٬551 نسمة، وتطور العدد ليصل في سنة 2011 لـ 8٬182 نسمة.
يظهر هذا المخطط البياني تطور النمو السكاني لـ فالغارنيرا كاروبيبي